# كأس الأمير 1982–83
أقيمت بطولة كأس الأمير الثانية والعشرون في موسم 1982/1983، وقد شارك فيها جميع الفرق.

## الفرق المشاركة
- نادي الكويت
- نادي السالمية
- نادي التضامن الكويتي
- نادي النصر الكويتي
- نادي الجهراء
- نادي الشباب الكويتي
- نادي القادسية الكويتي
- نادي الصليبيخات
- نادي الفحيحيل
- نادي اليرموك
- نادي خيطان
- نادي الساحل الكويتي
- نادي كاظمة
- نادي العربي الكويتي

## الدور التمهيدي
- نادي السالمية × نادي الكويت (5:6) ضربات جزاء ترجيحية.
- نادي التضامن الكويتي × نادي النصر الكويتي (1:2)
- نادي الجهراء × نادي الشباب الكويتي (0:2)
- نادي القادسية الكويتي × نادي الصليبيخات (1:3)
- نادي الفحيحيل × نادي اليرموك (0:1)
- نادي خيطان × نادي الساحل الكويتي (1:2)

## الدور الربع نهائي
- نادي العربي الكويتي × نادي السالمية (1:2)
- نادي كاظمة × نادي الفحيحيل (0:1)
- نادي القادسية الكويتي × نادي خيطان (9:10) ضربات جزاء ترجيحية.
- نادي التضامن الكويتي × نادي خيطان (1:2)

## الدور النصف نهائي
- نادي العربي الكويتي × نادي التضامن الكويتي (0:2)
- نادي كاظمة × نادي القادسية الكويتي (2:5) ضربات جزاء ترجيحية.

## مباراة تحديد المركزين الثالث والرابع
- نادي القادسية الكويتي × نادي التضامن الكويتي (2:3)

## النهائي
- نادي العربي الكويتي × نادي كاظمة (1:2)

سجل هدفي العربي :
- صباح عبد الله
- أحمد عسكر

سجل هدف كاظمة :
- ناصر الغانم

## هداف البطولة
- مؤيد الحداد (خيطان) وناجي جاسم (القادسية) 3 أهداف.